# Gare de Noailles (Corrèze)
 (février 2017).
Si vous disposez d'ouvrages ou d'articles de référence ou si vous connaissez des sites web de qualité traitant du thème abordé ici, merci de compléter l'article en donnant les références utiles à sa vérifiabilité et en les liant à la section « Notes et références ».
Pour les articles homonymes, voir Gare de Noailles (homonymie).
La gare de Noailles est une ancienne gare ferroviaire française de la Ligne des Aubrais - Orléans à Montauban-Ville-Bourbon, située sur le territoire de la commune de Noailles, dans le département de la Corrèze en région Nouvelle-Aquitaine.
Mise en service en 1891[réf. nécessaire], elle est fermée au trafic au cours du XXe siècle.

## Situation ferroviaire
Établie à 201 mètres d'altitude, la gare de Noailles est située au point kilométrique (PK) 507,864 de la ligne des Aubrais - Orléans à Montauban-Ville-Bourbon, entre la gare ouverte de Brive et la gare fermée de Chasteaux. 

## Histoire
La gare de Noailles est mise en service le 1er juillet 1891[réf. nécessaire] par la compagnie du chemin de fer de Paris à Orléans, à l'ouverture de la section entre Brive et Cahors.
La date de sa fermeture est inconnue.

## Patrimoine ferroviaire
L'ancien bâtiment voyageur a été transformé en logement.